# 新德里 (伊利諾伊州)
新德里（英語：New Delhi）是位於美國伊利諾伊州澤西縣的一個非建制地區。該地的面積和人口皆未知。

## 地理
新德里的座標為39°01′54″N 90°15′40″W / 39.03167°N 90.26111°W，而該地的平均海拔高度為175米（即574英尺）。